# Chlorophorus hainanicus
Chlorophorus hainanicus är en skalbaggsart som beskrevs av J. Linsley Gressitt 1940. Chlorophorus hainanicus ingår i släktet Chlorophorus och familjen långhorningar. Inga underarter finns listade i Catalogue of Life.